# Йоганна Вольф
Йоганна Вольф (нім. Johanna Wolf; 1 червня 1900, Мюнхен — 5 червня 1985, Мюнхен) — головний секретар Адольфа Гітлера.

## Біографія
В 1929 році приєдналася до секретаріату Гітлера як друкарка і вступила в НСДАП, з його призначенням рейхсканцлером в січні 1933 стала його головним секретарем. Переконана нацистка, вона залишалася з Гітлером в фюрербункері до 22 квітня 1945 року, коли їй разом з іншою секретаркою Крістою Шредер було наказано покинути Берлін і вилетіти в Берхтесгаден, де вона перебувала до 2 травня, поки не вирушила до своєї матері в Бад-Тельц. 23 травня вона була арештована американськими військами і разом зі Шредер утримувалася до 14 січня 1948 року. Після звільнення переїхала в Кауфбойрен, потім до Мюнхена, де і померла в 1985 році.

## Стосунки з Гітлером
Вольф, одна з давніх співробітниць фюрера, підтримувала з ним тісні стосунки: так, звертаючись до інших секретарок «фрау» або «фройляйн», Гітлер називав її «вольфін» (нім. Wölfin) — жіночою формою вервольфа. Після закінчення війни Вольф відмовилася розповідати про свою колишню роботу, заявляючи, що була особистим секретарем і її обов'язок — не розкривати відомостей про роботодавця. Однак, перебуваючи в ув'язненні, в бесіді з Лені Ріфеншталь зізналася, що не могла уникнути магнетизму Гітлера до самої його смерті і готова була померти в фюрербункері, заявивши також, що Гітлер нічого не знав про розкриті злочини нацистів, ставши жертвою послідовників-фанатиків, які віддавали накази без його відома.